# ابوناگه
ابوناگه، روستایی در دهستان سویسه بخش سویسه شهرستان کارون در استان خوزستان ایران است. این روستا، مرکز بخش سویسه است.

## جمعیت
بر پایه سرشماری عمومی نفوس و مسکن در سال ۱۳۹۵، جمعیت این روستا ۱٬۴۵۰ نفر (۳۹۹ خانوار) بوده است.